# Pero delauta
Pero delauta är en fjärilsart som beskrevs av W. Warren 1907. Pero delauta ingår i släktet Pero och familjen mätare. Inga underarter finns listade i Catalogue of Life.